# IPhone
iPhone (транскр.  Ајфон) је породица паметних телефона компаније Apple. Покреће га мобилни оперативни систем iOS, који се звао iPhone OS, све до јуна 2010, када је представљена верзија iOS 4. Најновија верзија овог оперативног система јесте iOS 16.1.2 који је подржан на верзијама iPhone-а 8 / 8 Plus, iPhone SE (2. генерације) / iPhone SE (3. генерације), X, XR, XS / XS Max, 11 / Pro / Pro Max, 12 / Mini / Pro / Pro Max, 13 / Mini / Pro / Pro Max, 14, Plus / Pro / Pro Max, наведени хронолошким редом по представљању.
Закључно са 11 серијом, Епл је представио 24 различита модела. Апликације се могу преузимати у App Store, на ком се, према подацима из јануара 2017. налази 2,2 милиона апликација.

## Модели
- прве генерације или iPhone 2G (представљен 29. јуна 2007)

Први iPhone је имао задњу камеру од 2 мегапиксела, процесор од 412 MHz, RAM меморију 128 MB и екран од 3.5 инча резолуције 320 х 480 пиксела који приказује 16 милиона боја. Најновија подржана верзија оперативног система за  је iOS 3.1.3.
- (представљен 11. јула 2008)

iPhone 3G је имао, за разлику од претходника, 3G мрежу са А-GPS локацијом. Најновија подржана верзија оперативног система за  је iOS 4.2.1.
- (представљен 19. јуна 2009)

iPhone-у 3GS додат је бржи процесор од 600 MHz - Cortex-A8, камера од 3,2 мегапиксела која може да снима видео снимке резолуције 640х480 пиксела као и дупло више RAM меморије - 256 MB. Најновија подржана верзија оперативног система за  је iOS 6.1.6.
- (представљен 21. јуна 2010)

iPhone 4 има нови "ретина" екран са већом резолуцијом од претходника - 640 х 960, 512 MB RAM меморије, 1 GHz А4 Cortex-A8 процесор, задњу камеру са већом резолуцијом од 5 мегапиксела са блицом и предњу VGA камеру која се може користити за видео позиве преко "FaceTime-а" и за друге апликације. Био је први ајфон са алуминијском конструкцијом.
- (представљен 14. октобра 2011)

У iPhone 4S додата је, у односу на претходника, боља камера од 8 мегапиксела која снима видео снимке резолуције 1920х1080 пиксела, дуал-кор А5 1 GHz Cortex-A9 процесор, са 3,5-инчним „ретина“ екраном и програм којим се управља гласом - Сири.
- (представљен 21. септембра 2012)

iPhone 5 има дуал-кор 1.3 GHz Swift А6 процесор, 1 GB RAM-a и 4-инчни „ретина“ екран резолуције 640 x 1136 пиксела. Стари конектор је замењен новим Lightning конектором.
- (представљен 20. септембра 2013)

iPhone 5S има исте спецификације као iPhone 5, само што је изграђен од поликарбонатске пластике у више боја.
- (представљен 20. септембра 2013)

Први мобилни телефон икада са 64-битним процесором, такође садржи и нови скенер отисака прстију интегрисан у Home тастеру, 1.3 GHz Cyclone А7 дуал-кор процесор као и дупли блиц за што природније боје на фотографијама.
- и  (представљен 19. септембра 2014)

Ови уређаји су наследници -а . iPhone 6 има екран од 4,7 in (12 cm) (1334×750) док 6+ 5,5 in (14 cm) (1920×1080). Оба модела се покрећу 1.4 GHz двојезграним А8 процесором са 1 GB RAM-ом. Камера има сензор од 8 мегапиксела (1080p, 30/60 fps) Уз телефоне, представљен је и први Епл-ов паметни сат, назван Apple Watch..
- iPhone 6S и iPhone 6S+ (представљен 25. септембра 2015)

Нуди се у верзијама 4,7 in (12 cm) 750p и 5,5 in (14 cm) 1080p величине, као и прошли модели. Задња камера је побољшана са 8 на 12 мегапиксела док је предња камера 5 мегапиксела. Омогућено је и снимање 4K видеа, као и 1080p на 60 фрејмова у секунди. Покреће га 1.85 GHz двојезграни А9 процесор са 2GB RAM-ом. У овој верзији први пут је представљен екран који региструје притисак додира, 3Д екран (енгл. 3D touch screen)
- iPhone SЕ (представљен 31. марта 2016)

Ова верзија iPhone-а сматра се модернизованијом верзијом iPhone-а 5S, односно добио је одређене хардверске компоненте iPhone-а 6S. У плану је и друга генерација овог телефона
- iPhone 7 и iPhone 7+ (представљен 16. септембра 2016)

Први iPhone који је избацио AUX улаз (енгл. headphone jack), што је изазвало бројне контроверзе. Уводи се IP67 заштита, статично и капацитативно централно дугме. Нуди се у верзијама 4,7 in (12 cm) 750p и 5,5 in (14 cm) 1080p величине, као и прошли модели. Покреће га 2.34 GHz четворојезграни А10 Fusion процесор са 2GB/3GB (плус модел) RAM-ом. За камеру је коришћен Сонијев сензор од 12 мегапиксела, док се такође први пут код плус модела појављује двострука камера која омогућује двоструки оптички зум.
- iPhone 8 и iPhone 8+ (представљен 22. септембра 2017)

Унапређена верзија iPhone-а 7, полеђина је израђена од стакла, што омогућава бежично пуњење. Користи најновији Еплов процесор, 2.39 GHz шестојезгрени А11 Бионик процесор са 2GB/3GB (плус модел) RAM-ом. Нуди се у верзијама 4,7 in (12 cm) 750p и 5,5 in (14 cm) 1080p величине, као и прошли модели.
- iPhone X (представљен 2. новембра 2017)

Најјачи iPhone до сада, који уједно доноси сасвим нови дизајн након низа сличних iPhone-ова, који је изазвао контроверзе због зареза на екрану(енгл. display notch)
- iPhone XR

Јефтинија верзија iPhone-а, која нам доноси екран од 6,1 in (15 cm) резолуције 828x1792. Камера има 12 мегапиксела и резолуцију од 2160р уз батерију од 2942mah и РАМ меморијом од 3 гигабајта.
- iPhone ХЅ

iPhone са екраном од 5,8 in (15 cm) резолуције 1125х2436. Камера је 12 мегапиксела у резолуцији од 2160р
. Први модел који користи ОЛЕД технологију екрана, величине 5,8 in (15 cm) (2436×1125). Има двоструку камеру, исту као и код 8+ модела и користи исти А11 Бионик процесор.